# Lutter: Blutsbande
Blutsbande ist ein deutscher Fernsehfilm von Peter F. Bringmann aus dem Jahr 2008. Es handelt sich um die dritte Folge der Kriminalfilmreihe Lutter.

## Handlung
Bauunternehmer Rudi Kampschulte wird im Wagen seines Bruders Peter in die Luft gesprengt. Da Peter Kampschulte ein sehr skrupelloser Geschäftsmann ist, der selbst seinen Bruder für seine Ziele missbraucht hatte, mangelt es an Feinden nicht. Kommissar Lutter nimmt sich des Falls an und ermittelt gemeinsam mit seinem neuen Mitarbeiter Michael Engels. Peter Kampschulte ist schockiert und verdächtig sogleich Ernst Fichte, der seit Jahren einen erbitterten Kampf gegen den Bauunternehmer führt, weil Fichte sich weigert aus seiner Mietwohnung auszuziehen. Solange die Wohnungen der Genossenschaft gehörten, war alles in Ordnung, aber seit Kampschulte sie aufgekauft hat und einen neuen modernen Wohnpark errichten will, stören die alten Häuser. Fichte ist einer der letzten Bewohner, der sich das nicht gefallen lassen will. Für die Tatzeit hat er allerdings ein Alibi. Lutter geht das Schicksal der Fichtes nahe. Der Vater ist alleinerziehend mit drei Kindern und wird seit Monaten von Kampschulte drangsaliert. Mittlerweile wurde Strom und Wasser abgestellt und die Zwangsräumung droht.
Da es zwischen den Brüdern in letzter Zeit nicht so ganz harmonisch ablief, hält Lutter es für möglich, dass Peter Kampschulte hinter dem Anschlag steckt. Zumal er am meisten vom Tod seines Bruders profitiert. Die Witwe des Opfers zeigt sich nicht übermäßig erschüttert und Lutter mutmaßt, dass sie mit ihrem Schwager ein Verhältnis hat. Er lässt sie von Engels observieren und er kann ihr zu einem Treffen mit dem vorbestraften Kriminellen Dransfeld folgen. Lutter stellt Angela Kampschulte zur Rede, die angibt, nur einen Arbeitsvermittler bezahlt zu haben. Dransfeld wird festgenommen und verhört. An einem Mordkomplott beteiligt zu sein leugnet er. Gegenteiliges kann Lutter ihm nicht beweisen.
Inzwischen erfolgt ein Brandanschlag auf Fichtes Auto. Bei näheren Untersuchung findet Lutter eine Fernbedienung, die zum Zünden einer Bombe in Frage käme. Mittlerweile wackelt auch sein Alibi, aber durch die Aufnahme einer Überwachungskamera an Fichtes Joggingstrecke, ist Fichte wieder entlastet. Lutter spricht daraufhin mit Fichtes Kindern. Er hat mitbekommen wie unglücklich sie über ihre Situation sind. Der älteste Sohn Felix hat sich sogar selbst als „Alien“ bezeichnet. Ihm traut der Kommissar am ehesten einen Vergeltungsschlag zu und soll damit zum Teil Recht behalten. Nur hat nicht er die Bombe gebaut und gezündet, sondern seine Schwester. Sie wollte sich auf diese Weise von ihrem autoritären Vater befreien, denn ihr war klar, dass man ihren Vater für den Täter halten würde.

## Kritik
Rainer Tittelbach von tittelbach.tv schrieb: „Ein bisschen Columbo und viel Ruhrpott-Mentalität.“ „In seinem dritten Fall pflegt er ganz besonders sein Image als ein Kommissar zum Anfassen. Auch wenn er seinen neuen Kollegen mit seiner gelegentlich etwas schroffen Art schon mal vor den Kopf stoßen kann, für soziale Schieflagen hat er Verständnis und für Menschen, denen übel mitgespielt wird, ein Herz.“
Kino.de befand: „Mit der dritten Episode ist die Krimifilmreihe bei sich angekommen. Das zeigt sich auch im Wechsel des Assistenten: Matthias Koeberlin ersetzt Lucas Gregorowicz, der als junger Kommissar nicht so recht reinpassen wollte; weder in die Handlung noch ins Ruhrgebiet. Weil auch die Bildgestaltung nicht mehr um jeden Preis topmodern erscheinen will und die Bemühungen um Lokalkolorit auf gelegentliche Zwischenspiele reduziert worden sind, kann sich die Inszenierung (Peter F. Bringmann) ganz auf Geschichte und Darsteller konzentrieren. “
Die quotenmeter.de urteilte: „Was ‚Blutsbande‘ […] besonders macht, ist die Figur des Ernst Fichte (brillant inszeniert von Martin Lindow) und wie er in die Aufklärung des Mordes miteinbezogen wird. Fichte ist die stärkste Figur des ganzen Filmes und insgesamt wohl als eine der interessantesten deutschen Fernsehfiguren der letzten Jahre einzuordnen. Jenseits der Handlungsebene weist dieser Charakter nämlich noch eine philosophisch und psychologisch höchst interessante Dimension auf.“ „Problematisch ist [allerdings], dass der Handlungsstrang um Fichte lediglich ein Sub-Plot ist, der von dem eher uninteressanten und wenig originellen Main-Plot (der Aufklärung des Mordfalls) abhängt. Die interessantere der beiden Handlungslinien nimmt also eine untergeordnete Position ein. Da es sich um eine Krimireihe handelt, die sich um den Ermittler Lutter dreht, ist dies zwar nachvollziehbar; aber dennoch bedauerlich. Denn die Figur Lutter kann Ernst Fichte beziehungsweise dessen Darsteller Lindow nicht das Wasser reichen.“
Der Filmdienst meinte etwas nüchtern: „Dritter Ruhrgebiets-Fernsehkrimi, der erneut den Strukturwandel im Revier zum Thema hat.“
Die Kritiker der Fernsehzeitschrift TV Spielfilm meinten, Joachim Król mache „Essen zur Lutter-Stadt“. Sie bewerteten den Film mit dem Daumen nach oben.